# ジェリー・スローン
ジェラルド・ユージン・スローン (Gerald Eugene Sloan, 1942年3月28日 - 2020年5月22日)、通称ジェリー・スローン (Jerry Sloan) はアメリカ合衆国の元バスケットボール選手、ヘッドコーチ。NBAのシカゴ・ブルズ、ユタ・ジャズのヘッドコーチを務め、歴代3位の1221勝を挙げた。2009年にバスケットボール殿堂入り。

## 生い立ちと選手時代
スローンはイリノイ州ハミルトン郡で生まれ、大学時代はエヴァンズビル大学でプレーをした。1965年にボルチモア・ブレッツ
からドラフト1巡目で指名され1シーズンプレー。1966年にエクスパンション・ドラフトで新チームシカゴ・ブルズに移籍。ブルズ時代はディフェンスの名手として活躍し、オールスター選出2回、オールディフェンシブチームのファーストチームに4回、セカンドチームに2回選出されている。ブルズでの通算10,233得点はマイケル・ジョーダン、スコッティ・ピッペン、ボブ・ラブに次ぐチーム史上4位。通算リバウンド数7.4（キャリアハイは2年目のシーズンで9.1）を記録している。しかし、膝の怪我のため1976年に引退。1978年に背番号4がブルズ史上初の永久欠番となった。

## ブルズ時代
選手引退後、ブルズのスカウト、アシスタントコーチを経て1979年にブルズのヘッドコーチに就任。2年目にプレーオフに導くが、3年目は19勝32敗と不振でシーズン途中に解任。ブルズでの通算成績は94勝121敗であった。

## ジャズ時代

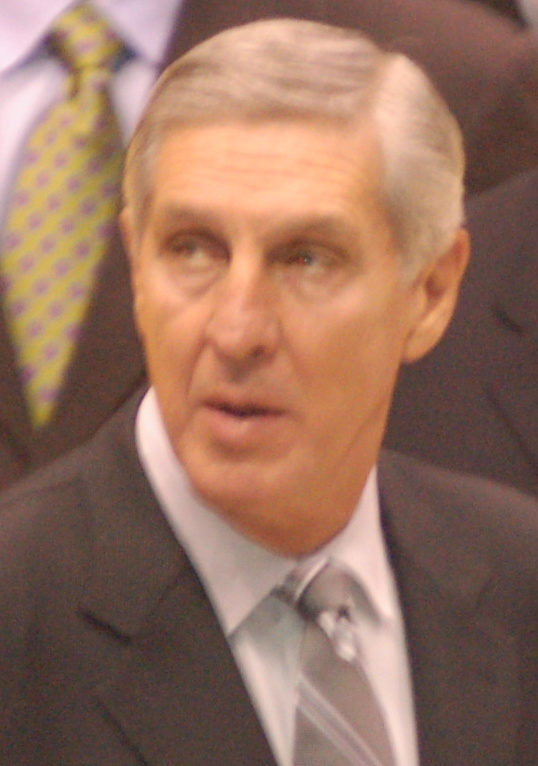

ユタ・ジャズのアシスタントコーチなどを務め、1988年にフランク・レイデンの後を継いでジャズのヘッドコーチに就任した。90年代後半にはカール・マローンとジョン・ストックトンを中心としたチームを作り上げ、1997年、1998年と2年連続でNBAファイナルまでチームを導いた。しかし、ちょうど同時期にスローンが昔に在籍したシカゴ・ブルズがマイケル・ジョーダンを中心とした第二次黄金期を迎えており2度とも敗退し、優勝は成し遂げられなかった。
そのチーム作りの特長は、特定のスーパースター的選手を好まず、各選手が自分の役割をキチッとこなしたチームプレーを重視するところにあった。そのため、一人の選手の好不調に左右されることなく安定した力を持ったチームを作り上げた。50勝以上のシーズンを10回以上記録したコーチはスローンとパット・ライリー、フィル・ジャクソン、グレッグ・ポポビッチの4人だけである。
2006-07シーズンには史上5人目となる通算1000勝を達成。2007-2008シーズンでジャズのコーチ歴は20年を記録し、自身の持つ北米4大プロスポーツリーグの同一チーム連続コーチ記録を20年に更新した。2008年11月7日に史上初の同一チームでの通算1000勝を達成。2009年にバスケットボール殿堂入りした。
2010-2011シーズン途中の2月10日、就任23シーズン目で「私の時代は終わった。情熱を失ってしまった」というコメントを残し、突如ヘッドコーチを辞任した。前日の試合のハーフタイム中にチームの大黒柱デロン・ウィリアムスと激しい口論があるなど、以前から二人の間に確執があり、ウィリアムスが「俺を選ぶかコーチのスローンを選ぶか」とGMに圧力をかけたとも報じられている。これについてウィリアムスやGMは否定しているが、かつてスローンの元でプレーしたカール・マローンは「情熱を失うとかで、シーズン途中で辞めるような人じゃない。きっと何かあったはずだ」とジャズの選手、チーム関係者に不信感を示した。スローンの通算成績1221勝803敗はNBA史上3位の成績だった。